# Cheadle, Alberta
Cheadle är ett samhälle i Kanada.   Det ligger i provinsen Alberta, i den centrala delen av landet, 2 800 km väster om huvudstaden Ottawa. Cheadle ligger 998 meter över havet och antalet invånare är 108.
Terrängen runt Cheadle är platt. Närmaste större samhälle är Strathmore, 11,8 km öster om Cheadle.
Trakten runt Cheadle består till största delen av jordbruksmark. Trakten runt Cheadle är nära nog obefolkad, med mindre än två invånare per kvadratkilometer.